# Andreea Berecleanu
Andreea Berecleanu (n. 24 martie 1975, București) este o prezentatoare TV de știri din România.

## Carieră
Începând cu 1996, ea a prezentat întotdeauna știrile cu fostul ei soț, Andrei Zaharescu, fie că a fost vorba de Știrile Pro TV, sau de Observatorul Antenei 1. A debutat în presă la 18 ani, la Cuvântul și la România Liberă în 1993, debutând un an mai târziu în televiziune la SOTI ca reporter/redactor. Apoi, a urmat un an de Antena 1, iar din 1995 până în 2003 a prezentat știrile la Pro TV. Din 2003 ea a revenit la Antena 1 prezentând Observatorul la ore diferite precum 16 și 23.
August 2010 : Andreea prezintă singură jurnalele de știri. A fost primul moment din viața profesională a Andreei când s-a despărțit de Andrei Zaharescu în jurnalele de știri. În prezent, soțul Andreei este doctorul Constantin Stan.
În februarie 2020, Andreea Berecleanu a plecat de la Antena 1, iar din noiembrie 2020 prezintă emisiunea de știri Focus 18 de la Prima TV.